# Học viện Nông nghiệp Việt Nam
Học viện Nông nghiệp Việt Nam (tiếng Anh: Vietnam National University of Agriculture, viết tắt là VNUA), tiền thân là Trường Đại học Nông nghiệp 1 - Hà Nội, là học viện chuyên ngành đứng đầu về đào tạo nhóm ngành nông - lâm - ngư nghiệp tại miền Bắc Việt Nam, thuộc nhóm ba mươi trường đại học đứng đầu Đông Nam Á, thuộc nhóm các trường đại học, học viện trọng điểm quốc gia Việt Nam. Trường trực thuộc Bộ Nông nghiệp và Môi trường.

## Lịch sử
Giai đoạn 1956 – 1966
- Năm 1956, thành lập Trường Đại học Nông lâm theo nghị định số 53/NĐ-NL ngày 12/10/1956 của Bộ Nông Lâm, gồm 03 khoa: Nông học, Chăn nuôi - Thú y, Lâm học; có 5 ngành học, gồm: trồng trọt, cơ khí nông nghiệp, chăn nuôi, thú y và lâm nghiệp. Có 03 phòng Hành chính quản trị, Tổ chức cán bộ và Giáo vụ.
- Năm 1958, sáp nhập thêm Viện khảo cứu trồng trọt, Viện khảo cứu chăn nuôi, Phòng nghiên cứu gỗ và lâm sinh để trở thành Học viện Nông Lâm.
- Năm 1961, mở thêm ngành nuôi trồng và đánh bắt chế biến thủy sản; thành lập thêm khoa Kinh tế nông nghiệp.
- Năm 1963, Học viện chuyển một phần cán bộ và cơ sở vật chất kỹ thuật để thành lập Viện Khoa học Nông nghiệp.
- Năm 1964 Học viện tách khoa Lâm học, phòng nghiên cứu gỗ và lâm sinh, một phần tổ bộ môn cơ khí, một phần các tổ bộ môn khoa kinh tế để thành lập trường Đại học Lâm nghiệp (nay là Đại học Lâm nghiệp Việt Nam). Lúc này phần còn lại của trường đổi tên thành Đại học Nông nghiệp.

Giai đoạn 1967 – 1975
- Năm 1967, tách thành hai trường đại học Nông nghiệp I và Đại học nông nghiệp II (nay là Đại học Nông lâm Huế) theo Quyết định số 124/CP ngày 14/8/1967 của Thủ tướng Chính phủ. Trường giữ lại tên gọi chính thức là Trường Đại học Nông nghiệp I.
- Năm 1968, Trường tách khoa Thủy sản ra để thành lập trường Đại học Thủy sản (nay là Đại học Nha Trang) theo quyết định số 155-CP của Thủ tướng Chính phủ.

Giai đoạn 1975 – 1990
- Năm 1977, Trường thành lập Khoa Quản lý đất đai. Trong thời kỳ này, Trường có 8 khoa với 9 chuyên ngành.

Giai đoạn từ 1991 – 2000
- Trường đã thực hiện đa dạng hoá các loại hình đào tạo, đào tạo đủ các bậc đại học, sau đại học, trung học chuyên nghiệp và dạy nghề.

Giai đoạn từ 2001 – 2008
- Trường có 13 Khoa, 9 Phòng ban, 13 Viện và Trung tâm, có 29 chương trình đào tạo đại học, 24 chương trình đào tạo sau đại học. Trường đã được Đảng cộng sản Việt Nam và Nhà nước Việt Nam tặng thưởng Huân chương Hồ Chí Minh năm 2001, Danh hiệu Anh hùng Lao động trong thời kỳ đổi mới năm 2005.

Giai đoạn 2009 đến nay
- Ngày 28 tháng 3 năm 2014, Thủ tướng Chính phủ ra Quyết định số 441/QĐ-TTg thành lập Học viện Nông nghiệp Việt Nam trên cơ sở tổ chức lại Trường Đại học Nông nghiệp Hà Nội.[5]

## Tặng thưởng
- Huân chương Độc lập hạng Ba (năm 1986);
- Huân chương Độc lập hạng Nhì (năm 1991);
- Huân chương Độc lập hạng Nhất (năm 1996);
- 2 Huân chương Lao động hạng Ba (năm 1960, 1973);
- 3 Huân chương Lao động hạng Nhì (năm 1962, 1965, 1977);
- Huân chương Lao động hạng Nhất (năm 1981);
- Huân chương Tự do của CHDCND Lào (năm 1981).
- Danh hiệu Anh hùng Lao động (năm 2005);
- Huân chương Hồ Chí Minh (năm 2001);
- Huân chương Lao động hạng Nhất của CHDCND Lào (năm 2000);
- Bộ GD và ĐT khen thưởng và tặng cờ Trường tiên tiến xuất sắc (năm học 1999 – 2000, 2002 –2003); 02 Bằng khen về đào tạo (năm 1997, 1998), 06 Bằng khen về NCKH (từ năm 2001 - 2005);
- 20 Bằng khen của Bộ Nông nghiệp – PTNT, Bộ KH và CN, của UBND các tỉnh về thành tích đào tạo cán bộ KHKT và chuyển giao công nghệ phục vụ sản xuất;
- 30 năm liên tục được công nhận đơn vị tiên tiến xuất sắc về TDTT của Thủ đô (1975 – 2005).
- Huân chương Hồ Chí Minh (năm 2016)

## Hiệu trưởng qua các thời kỳ
1. Bùi Huy Đáp (1919-2004) là giáo sư, nhà nghiên cứu nông học. Ông quê ở Nam Định, là người đi đầu xây dựng nền khoa học nông nghiệp Việt Nam theo đường lối quần chúng. Ông được trao Giải thưởng Hồ Chí Minh đợt I năm 1996.
2. Trần Hữu Dực (1910–1993) là một cựu chính khách Việt Nam. Ông từng là Ủy viên Ban Chấp hành Trung ương Đảng Cộng sản Việt Nam, Đại biểu Quốc hội, Phó Thủ tướng Chính phủ, Bộ trưởng Phủ Thủ tướng, Viện trưởng Viện Kiểm sát Nhân dân Tối cao nước Cộng hòa Xã hội Chủ nghĩa Việt Nam, Chủ nhiệm Tổng cục Hậu cần QĐNDVN.
3. Chu Văn Biên (1912-2006) là nhà cách mạng và chính khách Việt Nam, Bí thư Khu ủy Liên khu IV, Phó Chủ nhiệm Ủy ban Nông nghiệp Trung ương, Đại sứ Việt Nam tại Cộng hòa Ấn Độ.
4. Nguyễn Đăng (1963-1975);
5. GS., TS., NGND Lê Duy Thước (1976-1983);
6. GS., TS., NGƯT Trần Thị Nhị Hường (1984-1992);
7. GS., TSKH., NGND Cù Xuân Dần (1992-1996);
8. GS., TS., NGƯT. Nguyễn Viết Tùng (1996-2001);
9. GS., TS., NGƯT. Đặng Vũ Bình (2001 đến 2006);
10. GS.TS. NGND. Trần Đức Viên (2007 - 2014).

## Học viên, sinh viên ưu tú
- Nguyễn Bá Thanh: nguyên Ủy viên Ban Chấp hành Trung ương Đảng, nguyên Trưởng Ban Nội chính Trung ương
- Lại Xuân Môn: Ủy viên Trung ương Đảng , Phó Trưởng ban Thường trực Ban Tuyên giáo Trung ương
- Nguyễn Nhân Chiến: nguyên Ủy viên Ban Chấp hành Trung ương Đảng, Nguyên Bí thư Tỉnh ủy Bắc Ninh
- Nguyễn Xuân Cường: nguyên Ủy viên Ban Chấp hành Trung ương Đảng, Nguyên Bộ trưởng Bộ Nông nghiệp và Phát triển Nông thôn
- Vũ Quang Hội: là một doanh nhân Việt Nam, Chủ tịch tập đoàn Bitexco, chủ đầu tư dự án Bitexco Financial Tower tại Thành phố Hồ Chí Minh
- Mai Thúc Lân: nguyên Ủy viên Ban Chấp hành Trung ương Đảng, Nguyên Phó Chủ tịch Quốc hội
- Chẩu Văn Lâm: Ủy viên Ban Chấp hành Trung ương Đảng, Bí thư Tỉnh ủy Tuyên Quang
- Hà Quang Dự: nguyên Ủy viên Ban Chấp hành Trung ương Đảng, nguyên Bí thư Thứ nhất Trung ương Đoàn Thanh niên Cộng sản Hồ Chí Minh, nguyên Bộ trưởng, Chủ nhiệm Ủy ban Thể dục Thể thao
- Đinh Tiến Dũng: Công tác tại Tập đoàn FPT, nổi tiếng với vai Giáo sư Cù Trọng Xoay trong chuyên mục "Hỏi xoáy đáp xoay" của chương trình Thư giãn cuối tuần, hiện là người dẫn chương trình của Ai là triệu phú
- Bùi Khánh Linh: Á hậu 1 Hoa hậu Hòa bình Việt Nam 2023